# 川崎舎恒三
川崎舎 恒三（かわさきや つねぞう、1886年（明治19年）9月21日 - 1954年（昭和29年）9月）は、日本の実業家、技術者。

## 略年譜
- 1886年（明治19年）9月21日、香川県高松市で男二人、女一人の3人兄姉の末っ子として生まれた。
- 1899年（明治32年）4月、香川県立高松中学校（現：香川県立高松高等学校）へ入学。
- 1904年（明治37年）、一高へ進学した川崎舎は柔道部へ入って練習を積み、初段を得た。当時の一高柔道部の師範は講道館の横山作次郎であり、新井源水、山上岩次を擁して黄金時代を築いていた。新井が三段、山下が二段であったことからみて、この時代の初段はかなりのレベルであったと思われる。一高時代には後々までの親友も得たが、中でも学生寮で同室であった勝沼精蔵（内科医、第3代名古屋大学学長）、橘本伝左衛門（京都大学農学部教授）ならびに森秀三（整形外科開業医）の3人とは終生にわたる親交が続いた。
- 1907年（明治40年）4月、東京帝国大学工科大学（現：東京大学工学部）電気工学科へ進学。
- 1910年（明治43年）7月、Sort Study on Unbalanced Three Phase Systemを卒業論文として執筆する。論文の序文の中で、「電気供給系統の実用面では負荷分布の不規則性や線路定数の不等性などのために完全な平衡は得難く、不平衡条件のもとでは時には災害を招く恐れもある故、電気技術者にとっては重要な問題である。しかし、この問題についての文献は乏しい。私としては実用上の問題としてよりもむしろ興味ある問題として好奇心をかきたてられた。もし私の出発点が幸運にも間違っていないならば、今後この研究を続けたい」と述べている。
- 1916年（大正5年）2月、讃岐化学工業（株）設立
- 1917年（大正6年）、名古屋電燈（株）（現：中部電力）の顧問技師 寒川恒貞が福澤桃介社長の委嘱を受け、電気炉製鋼の企業化を目指す。しかしながら電気炉製鋼の工業化を進める中で、電極材料の国産化の必要性を痛感し、炭素工業事業に関する研究開発を進める。寒川の招きに応えて東海電極製造（現：東海カーボン（株））の設立に参画するため、川崎舎は高松から名古屋へ出てきた。昭和29年（1954年）に亡くなるまでの36年間を名古屋の地で過ごした。参考文献もなく、見学する企業も少ない状況で、川崎舎は電極に関する海外文献を持ち帰った人を秋田県まで訪ねてその写しをとったり、新潟県と北海道の企業の電極を比較研究するなど苦労を重ねる。
- 1918年（大正7年）4月8日、東海電極製造(株)は資本金50万円で設立され、東京に本社を置き、寒川が取締役社長に就任する。 川崎舎は常務取締役で初代工場長となり1000トン押出成形機と自ら設計したメンダイン式連続焼成炉を設置し、月産30トンの炭素電極を試作した。また天然黒鉛電極も生産開始。
- 1920年（大正9年）5月、兼務で（株）電気製鋼所の取締役に就任し特殊軌条の研究に従事。
- 1922年（大正11年）7月、（株）大同電気製鋼所の発足とともに同社の常務取締役として、電気製鋼事業に取り組むことになる。1918年（大正7年）、（株）大同電気製鋼所熱田工場では、電気炉による鋳鋼品の製造を始めていたが、鋳鉄品と較べ耐火材料、溶解法、造型法の違いから20kg以下の小物の生産に限られていた。同8年には同工場内に鋳造工場が竣成し、量産体制も整ったので川崎舎が迎えることとなった。特殊軌条とは今日、クロッシングと呼ばれるものである。鉄道では列車の運行を円滑にし、レールの機能を充分に発揮させるために、レールを分岐したり、互いに交差したり、あるいはこれらを複雑に組合せたりする必要がある。その分岐や交差によってできる交差部分をクロッシングという。クロッシングの製造研究が本格的に始まった当時のことを、川崎舎は前述の「懐奮座談曾」の中で次のように述懐している。「斯う言ふ製品をつくり上げるには土木工学の専門知識がなければ失敗すると言ふ事を痛感したのですが、専門の人を置く程余裕がないので私は自から土木工学に闘する書物を相當渉獵して自分で設計が出来る様に準備をした。それで漸く圖面上の設計は相當の基礎が出来た。處が今度は材質が問題です。潮く恰好が出来たが材質の問題で色々困難に遭遇した。そして製品を鐵道線路に使って貰へるやうになったのはそれからまだ二年後の、十、十一年頃からでした。」
- 1920年（大正9年）、川崎舎の指導で鉄道用ポイントクロッシングの完成、またニッケルクロム鋼ポイントクロッシングの成功。
- 1923年（大正12年）、日本で初めて高マンガン鋼クロッシングの試作に成功し、国鉄（現：JR）名古屋駅と品川駅で各1組の敷設試験を行った。（その後、造型法、仕上げ法、熱処理法に工夫を研究を重ねた結果、昭和23年、国鉄中央線お茶の水駅構内にクロッシングの 実地試用が行われ、以後国鉄本線にも本格的に採用されることになった。）
- 1930年（昭和5年）、当時の外国製自動電流調整装置は、アーク炉電流に比例する電流により励磁されるモーターの回転力を、コンネクティング・ロッドを経て水圧交換弁に伝達させる機構であった。このため摩擦抵抗が大きく、感度が低くなり操作上でも不便が多かった。そのため川崎舎は自動電流調整装置を完成させる。同年7月7日付で特許第87408号を得た。「大同メタルスDA3形自動電気光炉」と命名された。大同メタルス式アーク炉は、1952年（昭和27年）にアメリカのレクトロメルト社と技術提携するまでの間に、250基も製作・販売された。川崎舎はその後も自動電流調整装置の主要部分である水圧自動交換栓の研究を進め、1932年（昭和7年）11月18日付で特許第100605号を取得するに至った。
- 1927年（昭和2年）、東北帝国大学工学部金属工学科を卒業した林達夫（後：大同特殊鋼副社長、相談役）が寒川、川崎舎と特殊鋼の分野での産・学交流を通じて親交のあった本多光太郎博士の強い推薦を受けて大同へ入社した。林は川崎舎の指導を受けながら、後継者として電気炉製作技術の発展に多大の貢献をした。1933年（昭和8年）と1940年（昭和15年）に川崎舎は帝国発明協会（現：社団法人 発明協会）から軌道用転韓器の改良と自動電流調整装置に対して、また同様に1938年（昭和13年）と1944年（昭和19年）に林は電気炉の電極折損防止装置と自動水圧交換栓装置の改良ならびに電気炉の設計に対して、優等賞、有功賞および進歩賞を受賞している。大同は電気炉メーカーとしての地歩を確立していった。
- 1928年（昭和3年）1月9日、東京大学から工学博士授与（タイトル「電気爐設計の原則」） 同年3月14日付の地元紙新愛知新聞にも「『電気炉設計の原則』で工學博士になる名古屋で三人目の工學博士ー川崎舎恒三氏ー」の見出しで報道される。令息によれば「当時は現場技術者が学位をとることは至難の業で、帰宅後も自室に閉じこもって遅くまで猛勉強をしていた。父は強い意思の持ち主で、時間をフルに使った人だった」と語っている。
- 1931年（昭和6年）11月 、「弧光爐に於ける電気回路の特性」(『電気製鋼第7巻第11号』)を論ずる中で不平衡三相回路の解法として結実した。不平衡三相回路については、交流回路の工学的取り扱いを完成させたといわれるCharles Proteus Steinmetzや、対称座標法を提唱した別宮貞俊によってその数学的解法が発表されていたが、川崎舎はアーク炉回路の特性を解明するような実用上の目的においては、図解法と数式計算とを併用することが便利であることを独創的に論証した。
- 1938年（昭和13年）、（株）大同電気製鋼所は商号を大同製鋼（株）に変更した。翌年川崎舎は専務取締役に就任。1939年（昭和14年）、大同工業学校（現大同大学）理事に就任。
- 1941年（昭和16年）、大同製鋼(株)副社長に就任1945年（昭和20年）、終戦後、公職追放より、戦後間もない同年10月に公職を辞す。
- 1945年（昭和20年）、財団法人国民粉食研究所を設立して2人の技術者を採用し、当時の食料難の解決を図って農芸化学分野の研究に進出する。特許をとって電気パン焼き器の製作、販売を手掛ける。
- 1954年（昭和29年）、一高時代からの親友勝沼精蔵に脈を取ってもらいながら帰らざる人となった。68才であった。

## 家族・親族
川崎舎の郷土である香川県は、幕末から明治初年にかけて高松・西浜の豪商で、洋式銃の鋳造を始め各種の機械の創作を手掛け、医術を施した先覚者川崎舎竹郎を生んだ。川崎舎竹郎の孫が川崎舎恒三である。川崎舍は、1912年（明治45年） 第3代高松市長鈴木幾次郎の長女富美子と結婚した。姉リツは衆議院議員田中定吉と結婚した。

## 住居
1937年（昭和12年）6月28日付で、東区東二葉町18番地の川上さだ（女優・川上貞奴）名義の土地建物（文化のみち二葉館）を買い取り、産業の軍事化、戦争、敗戦、戦後の苦境と続いた激動期をここで過ごした。